# Vilmatraca
Vilma Vargas Vallejo (Riobamba, 1 de enero de 1978), más conocida por el seudónimo de Vilmatraca, es una caricaturista, muralista, pintora y arquitecta ecuatoriana. Tiene una trayectoria en la caricatura que se remonta a la década de 1990 y sus temas centrales son la crítica a las figuras políticas ecuatorianas, los temas sociales y la violencia de género.
Es considerada una de las más relevantes mujeres ecuatorianas caricaturistas de temática política.

## Biografía
Nació el 1 de enero de 1978 en Riobamba, provincia de Chimborazo. Pertenece a la etnia indígena puruhá. Realizó sus estudios de arte tras mudarse a la ciudad de Quito. Posteriormente realizó estudios superiores de diseño gráfico y arquitectura, en la Pontificia Universidad Católica del Ecuador.
Inició su carrera como caricaturista en 1996, trabajando para diario Hoy.
Originalmente, firmaba sus caricaturas con su nombre, pero en 2006 creó el seudónimo de Vilmatraca, cuando el caricaturista mexicano Rius le recomendó usar uno que uniera su nombre con el instrumento de la matraca, por el ruido que hacía con sus caricaturas. Adicionalmente, de acuerdo a ella, el seudónimo es similar al nombre de la cómica mexicana Vilma Traca y de la revista española Traca, que publicaba caricaturas en la época franquista. Por sus constantes críticas a políticos en su trabajo, también suele recibir el nombre de «VilMalvada».
En julio de 2015, denunció que su domicilio fue atacado por desconocidos que revolvieron sus obras y las dejaron en el suelo mientras ella se hallaba de viaje. Los atacantes habrían removido una puerta metálica y picado la pared de cemento para poder ingresar al inmueble. Aunque el hecho no fue esclarecido, Vilma denunció haber recibido ataques a través de redes sociales por sus caricaturas en contra del gobierno de Rafael Correa.
Durante el gobierno del presidente Lenín Moreno, el ministro de obras públicas, Paúl Granda, le escribió para expresar su malestar por una caricatura.
Trabajó en diario El Comercio hasta 2020, pero renunció luego de que el medio se negara a publicar una caricatura en que retrataba al entonces candidato presidencial Guillermo Lasso con vestimenta de sacerdote, como una crítica a su conservadurismo. Meses antes, otra de sus caricaturas, en que retrataba a la entonces ministra de gobierno María Paula Romo, había sido cortada por el mismo diario. Luego de su renuncia, empezó a publicar sus caricaturas exclusivamente de forma digital.

## Premios y reconocimientos
En 2001 ganó un certamen de caricatura realizado en San Antonio de los Baños, Cuba. En 2012, ganó el primer premio en un concurso de humor gráfico de Puebla, México. En 2019, ganó el primer lugar en la categoría Pixeles Libres durante el Encuentro Internacional de Humor Gráfico «La Línea de Fuego», que se llevó a cabo en México, con un corto de 32 segundos en que retrató la violencia de género.